# كأس العالم أمريكا 94 (لعبة فيديو)
كأس العالم أمريكا 94 (بالإنجليزية: World Cup USA '94)‏، هي لعبة فيديو بريطانية من نوع رياضة كرة قدم، تم تطويرها ونشرها من قبل شركة يو إس غولد، تم إصدار اللعبة سنة 1994، وتعمل على منصات متعددة، وهي جينيسس وميجا سي دي وسوبر نينتندو إنترتينمنت سيستم وسيجا ماستر سيستم ودوس وأميغا وسيجا جيم جير وغيم بوي.

### منتخبات عربية
ظهرت منتخبان عربيان في لعبة كأس العالم أمريكا 94 وهما:
- المغرب
- السعودية